# Grind (film)
Grind – amerykański film fabularny (komedia), którego oficjalna premiera odbyła się 15 sierpnia 2003.
Czterej skateboardziści - Dustin, Eric Rivers, Matt i Sweet Lou - decydują się na rozpoczęcie profesjonalnej kariery i wyruszają w drogę za Jimmym Wilsonem, aby dostać się do jego drużyny. Gdy już im się to nie udaje – postanawiają założyć swoją własną grupę.

## Obsada i twórcy filmu
- Mike Vogel jako Eric Rivers
- Adam Brody jako Dustin
- Vince Vieluf jako Matt
- Jason London jako Jimmy Wilson
- Joey Kern jako Sweet Lou
- Jennifer Morrison jako Jamie
- Shonda Farr jako Sandy
- Summer Altice jako Wynona
- Lindsay Felton jako Dawn Jenson
- Ryan Sheckler jako Rod St. James
- Bam Margera jako Bam